# 喀血
喀血（かっけつ）とは、気管や呼吸器系統から出血し、口から血を出すこと。気道出血（airway bleeding)。

## 概要
喀血とは、気道出血のことである。すなわち、肺または気管支からの出血であり、通常咳を伴って口から排出する。喀血関連血管は通常複数存在し、下行大動脈から分岐する動脈に加え、鎖骨下動脈や腋下動脈から分岐する血管を含むこともしばしばである。気管支動脈などが形成する気管支動脈-肺動脈シャントに起因する出血であることが大半（95%程度）を占める。血は鮮紅色で泡を含むことが多く、凝固しにくい。呼吸困難を伴うこともある。

## 吐血・血痰との違い
混同されがちの言葉に吐血、血痰がある。

### 吐血
気道からの出血が喀血であるのに対して、吐血は消化管からの出血である。吐血の場合、胃潰瘍などによる胃あるいは十二指腸からの出血で、血液が胃液による酸化を受けて黒色となる。コーヒーの滓に似ており「コーヒー残渣様」と表現される。ただし、吐血でも肝硬変などに伴う食道静脈瘤からの出血は、胃液と接触しないため赤い。
|                  | 喀血               | 吐血                       |
| ---------------- | ------------------ | -------------------------- |
| 出血状態         | 咳に伴う           | 嘔吐に伴う                 |
| 性状             | 泡沫を伴う         | 食物残渣混入               |
| pH（テステープ） | 中性               | 酸性                       |
| 随伴症状         | 胸痛、呼吸困難など | 腹痛、嘔吐、嘔気、下血など |

喀血を飲み込み、それを後に吐血することもあるため、両者の区別は時に難しいこともある。喀血の基礎疾患（下記）が肺に存在することが、病歴上もしくは胸部レントゲンや胸部CT上明らかであれば、喀血の可能性が高くなるが、特発性喀血症のように、基礎疾患なく喀血する場合は診断に難渋する場合もある。喀血と吐血の区別がつかない場合は、呼吸器と消化器の両方の精査が必要であるが、通常は上部消化管内視鏡がまずは実施されるべきであろう。

### 血痰
痰に血液が混じる場合があるが、これは通常、喀血とは呼ばず血痰という。ただしそれらの境界は曖昧であり、少量でも液体としての血液である場合には小喀血と呼んだりもする。3ml以下を血痰と定義する立場もある。また、喀痰全体が赤い場合には全血痰・線状に血液が混じる場合には血線痰、血液が混じった痰という意味で血液混入痰などという呼称を呼吸器内科の現場では使うこともある。血痰と喀血は、どちらも気道出血を示す徴候であるため、血痰の原因は喀血と同様であるが、そのほかに、鼻血が鼻腔から喉に落ちて排出される場合や、咽頭や喉頭の腫瘍からの出血などの耳鼻科的な問題であることもある。なお、血痰は英語でhemosputumであるが、Medlineで検索しても東アジア圏以外ではこの単語はヒットせず、実際に英語圏で使用されることはほとんどないようである。すなわち、英語圏では血痰も喀血も含めてhemoptysisという単語が一般的に用いられていると思われる。

## 原因・危険性
喀血の原因となる基礎疾患には、気管支拡張症(34%)・非結核性抗酸菌症(23.5%)・特発性喀血症(18.4%)・肺アスペルギルス症(13.3%)・肺結核後遺症(6.8%)・肺癌・気管支動脈つる状血管腫・気管支デュラフォイ病・活動性肺結核などがある。このうち特発性喀血症とは、特に背景となる基礎疾患を持たない喀血であり、胸部レントゲン・胸部CT・気管支鏡などを実施しても出血以外の異常を指摘できない。そのほとんどは喫煙者である。特発性喀血症は医師の間ですら認知度が低いが、喀血専門医にとってはありふれた疾患である。また気管支デュラフォイ病とは、消化器領域のデュラフォイ潰瘍、すなわち胃潰瘍底に動脈が露出しているハイリスクな出血性潰瘍に由来する病名で、気管支粘膜内に気管支動脈が突出ないし露出している大喀血のリスクが高い病態を指す。
喀血は気道出血であるため、窒息（気管・気管支閉塞）による死亡につながることがあり、呼吸器救急の最も代表的な症候の一つとされる。気道閉塞を起こすリスクは喀血量に比例し、特に空洞を伴う肺結核後遺症や肺アスペルギルス症に多いが、一方で、一般的には予後良好な特発性喀血症であっても気管内挿管を要する大量喀血もまれにみられ、油断は禁物である。大量喀血の一般的定義は24時間以内に200ml以上の喀血であるが、文献によって幅がある（100～600ml）。気管・気管支内腔の総容積が150cc程度であることを考慮し、さらに気道出血の何割を体外に喀出するかはケースバイケースであることを考えると、大量喀血の定義は、死亡率の高い（窒息率の高い）喀血を拾い上げる閾値設定という意味で、150mlを少し上回る200mlと定義するのが合理的ではないか、と岸和田リハビリテーション病院 喀血・肺循環センターでは提唱している。すなわち致死的喀血のスクリーニングとしては、400ml/day以上は適切ではない。
致死率は80%にも及ぶという報告もあるが、Kinoshitaらの論文のデータから算出すると入院喀血患者の院内死亡率は2669/28539=9.4%となる。症例数の圧倒的な多さからみてこれがもっとも妥当な数値であろう。

## マネジメント
窒息による喀血死の恐れもあり、必ず呼吸器科を受診すべきである。呼吸不全を呈する大喀血例においてまず行うべきことは気道確保といった全身管理である。気管内挿管を行う場合は後に気管支鏡を挿入するために太めのチューブで挿入することが望ましい。そして、出血源の肺を下とする側臥位の姿勢をとらせる。これは患側から健側へ血液が流入するのを防ぐためである。出血源と基礎疾患の精査はまずは胸部X線で行うことが多いが、CTによるいわゆる出血吸い込み像の確認がより有用である。ただしほとんど喀出してしまっていて出血量が多いのに吸い込み像が全くないこともしばしばではある。その場合は気管支鏡によって、出血部位を同定することはその後の治療上有意義であることも多いが、全例にルーチンで実施する意義についてはcontroversialであるが、必ずしも全例に実施する必要はないという考えが主流と思われる。確実に意義があると言えるのは、CTangioにて推定される喀血関連血管本数が多すぎて、かつ肺野条件CTによって急性期の喀血吸い込み像が同定されていない場合である。このような例では、気管支鏡によって左右どちらかが確定することで、治療対象の喀血関連血管が半分になる。前述のように吐血や耳鼻科疾患との鑑別が不十分であった場合は上部消化管内視鏡などをさらに追加する場合もある。喀血における活動性結核の比率は一般に内科医が考えているよりはるかに小さいが、できるだけ喀痰塗抹検査は提出すべきであるし場合によっては隔離の必要性も念のため考慮する。
治療としてはまずは血管確保し、止血剤の点滴をする。止血剤の点滴は一時的な対症療法であるばかりか明確なエビデンスがなかったが、2019年にKInoshitaらは、トラネキサム酸（トランサミンは）は入院喀血患者の院内死亡率を有意に減少させることを示した。根治療法としては、超選択的気管支動脈塞栓術 (BAE)がゴールドスタンダードである。これはカテーテルという血管造影用チューブを用いた局所麻酔下での治療であり、いわゆるカテーテルインターベンションの1種である。ただし実施できる施設は少なく、また実施していても年間数例程度という施設が多かったが、近年、岸和田リハビリテーション病院喀血・肺循環センターや国立病院機構東京病院呼吸器センター、あるいは東海大学医学部付属八王子病院画像診断科など、年間数十例から300例（手技数）のBAEを実施する専門性の高いhigh volume centerも出現してきている。BAEの長期成績（止血率）は、塞栓物質の違いや技術による施設間格差が大きいが、1年後止血率は最先端の施設では90%前後に達している肺アスペルギルス症など、BAEの有効性が低く病変が限局する疾患については外科手術が行われることもあるが、大量喀血の緊急手術は死亡率が20%という報告もある。2020年秋から2021年1月にかけて、我が国からBAEの歴史に残るべき重要な論文が３本pubulishされた。まず、東京大学のAndoらは、これまでBAEの長期止血率を論じる論文があったものの、世界で初めてBAEによる重症喀血例（人工呼吸器管理例）についての院内死亡率の有意な低下を証明した。また、2021年1月には、岸和田リハビリテーション病院 喀血・肺循環センターのOmachiらが、BAEによって喀血患者のQOLが身体面・精神面ともに有意に向上すること、特に精神面においてより大きな改善がみられることを世界で初めて実証した。これは彼らがかねてより提唱してきた”喀血神経症”という心臓神経症になぞらえた概念とも大きく関係した重要な論文である。また岸和田リハビリテーション病院 喀血・肺循環センターのIshikawaらは、東大の康永研究室との共同研究で、BAEのもっとも恐るべき合併症とされ、歴史的にみてもBAEの普及を阻害してきたと思われる重大なBAE合併症である脊髄梗塞の発症率を世界で初めて検討し、0.19%であること、また日本で使用されている塞栓物質であるゼラチンスポンジ、NBCA、コイルの三者で比較するとコイルにおいて有意に脊髄梗塞発症率が低いことを示した。
最近では、EWSというシリコン製充填物を出血気管支に留置する気管支鏡インターベンションである気管支充填術も一部で行われるようになってきた。これについては、大喀血中には視野が制限され実施困難であること、術後の閉塞性肺炎などが問題となっており、BAEに代わりうるものではないが、BAEを直ちに実施できない場合の橋渡し的な役割が今後期待される。

## 引用文献
1. ↑  Ohta, Ken; Akagawa, Shinobu; Nagai, Hideaki; Tamura, Atsuhisa; Matsui, Hirotoshi; Ohshima, Nobuharu; Suzuki, Junko; Okuda, Kenichi et al. (2017-11-01). “Clinical and Angiographic Characteristics of 35 Patients With Cryptogenic Hemoptysis” (English). CHEST 152 (5):  1008–1014. doi:10.1016/j.chest.2017.05.007. ISSN 0012-3692. PMID 28526654.
2. 1 2  Chen, Wenfang; Chen, Pingping; Li, Xiuyu; Gao, Xinglin; Li, Jing (2019-01-01). “Clinical characteristics and treatments for bronchial Dieulafoy's disease”. Respiratory Medicine Case Reports 26:  229–235. doi:10.1016/j.rmcr.2019.01.004. ISSN 2213-0071. PMC 6357209. PMID 30740302.
3. 1 2  Qian, Xin; Du, Qiong; Wei, Na; Wang, Meifang; Wang, Hansheng; Tang, Yijun (2019-06-06). “Bronchial Dieulafoy’s disease: a retrospective analysis of 73 cases”. BMC Pulmonary Medicine 19 (1):  104. doi:10.1186/s12890-019-0863-1. ISSN 1471-2466. PMC 6555732. PMID 31170962.
4. 1 2 3  Ishikawa, Hideo; Hara, Masahiko; Ryuge, Misaki; Takafuji, Jun; Youmoto, Mihoko; Akira, Masanori; Nagasaka, Yukio; Kabata, Daijiro et al. (2017-2). “Efficacy and safety of super selective bronchial artery coil embolisation for haemoptysis: a single-centre retrospective observational study” (英語). BMJ Open 7 (2):  e014805. doi:10.1136/bmjopen-2016-014805. ISSN 2044-6055.
5. 1 2  Ando, Takahiro; Kawashima, Masahiro; Masuda, Kimihiko; Takeda, Keita; Okuda, Kenichi; Suzuki, Junko; Ohshima, Nobuharu; Matsui, Hirotoshi et al. (2017-11). “Clinical and Angiographic Characteristics of 35 Patients With Cryptogenic Hemoptysis” (英語). Chest 152 (5):  1008–1014. doi:10.1016/j.chest.2017.05.007.
6. ↑  Patwa, Apeksh; Shah, Amit (2015). “Anatomy and physiology of respiratory system relevant to anaesthesia” (英語). Indian Journal of Anaesthesia 59 (9):  533. doi:10.4103/0019-5049.165849. ISSN 0019-5049.
7. ↑  Davidson, Kevin; Shojaee, Samira (2020-01). “Managing Massive Hemoptysis” (英語). Chest 157 (1):  77–88. doi:10.1016/j.chest.2019.07.012.
8. 1 2  Kinoshita, Takahiro; Ohbe, Hiroyuki; Matsui, Hiroki; Fushimi, Kiyohide; Ogura, Hiroshi; Yasunaga, Hideo (2019-12). “Effect of tranexamic acid on mortality in patients with haemoptysis: a nationwide study” (英語). Critical Care 23 (1):  347. doi:10.1186/s13054-019-2620-5. ISSN 1364-8535.
9. ↑  Feller-Kopman, David; Cardenas-Garcia, Jose (2018-02-01). “POINT: Should All Initial Episodes of Hemoptysis Be Evaluated by Bronchoscopy? Yes” (English). CHEST 153 (2):  302–305. doi:10.1016/j.chest.2017.09.036. ISSN 0012-3692. PMID 29029994.
10. ↑  Lakticova, Viera; Koenig, Seth J. (2018-02-01). “COUNTERPOINT: Should All Initial Episodes of Hemoptysis Be Evaluated by Bronchoscopy? No” (English). CHEST 153 (2):  305–307. doi:10.1016/j.chest.2017.09.038. ISSN 0012-3692. PMID 29029995.
11. ↑  Mine, Takahiko; Matsumoto, Tomohiro; Hayashi, Toshihiko; Tomita, Kosuke; Masuda, Kimihiko; Kawashima, Masahiro; Sakamaki, Fumio; Hasebe, Terumitsu (2018-8). “A Stepwise Embolization Strategy for a Bronchial Arterial Aneurysm: Proximal Coil and Distal Glue with the Optional Use of a Microballoon Occlusion System” (英語). CardioVascular and Interventional Radiology 41 (8):  1267–1273. doi:10.1007/s00270-018-1969-1. ISSN 0174-1551.
12. ↑  Ryuge, Misaki; Hara, Masahiko; Hiroe, Takanori; Omachi, Naoki; Minomo, Shojiro; Kitaguchi, Kazushi; Youmoto, Mihoko; Asakura, Norihiro et al. (2019-2). “Mechanisms of recurrent haemoptysis after super-selective bronchial artery coil embolisation: a single-centre retrospective observational study” (英語). European Radiology 29 (2):  707–715. doi:10.1007/s00330-018-5637-2. ISSN 0938-7994. PMC 6302874. PMID 30054792.
13. ↑  Okuda, Kenichi; Masuda, Kimihiko; Kawashima, Masahiro; Ando, Takahiro; Koyama, Kazuya; Ohshima, Nobuharu; Tamura, Atsuhisa; Nagai, Hideaki et al. (2016-1). “Bronchial artery embolization to control hemoptysis in patients with Mycobacterium avium complex” (英語). Respiratory Investigation 54 (1):  50–58. doi:10.1016/j.resinv.2015.08.004.
14. ↑  Ando, Takahiro; Kawashima, Masahiro; Masuda, Kimihiko; Takeda, Keita; Okuda, Kenichi; Suzuki, Junko; Ohshima, Nobuharu; Horibe, Mitsuko et al. (2019-5). “Exacerbation of chronic pulmonary aspergillosis was associated with a high rebleeding rate after bronchial artery embolization” (英語). Respiratory Investigation 57 (3):  260–267. doi:10.1016/j.resinv.2018.12.009.
15. 1 2  Ando, Takahiro; Kawashima, Masahiro; Jo, Taisuke; Masuda, Kimihiko; Yamauchi, Yasuhiro; Tanaka, Goh; Kage, Hidenori; Suzukawa, Maho et al. (2020-10). “Early Arterial Embolization and Mortality in Mechanically Ventilated Patients With Hemoptysis: A Nationwide Retrospective Cohort Study” (英語). Critical Care Medicine 48 (10):  1480–1486. doi:10.1097/CCM.0000000000004513. ISSN 0090-3493.
16. 1 2  Omachi, Naoki; Ishikawa, Hideo; Hara, Masahiko; Nishihara, Takashi; Yamaguchi, Yu; Yamamoto, Yumiko; Youmoto, Mihoko; Hattori, Tomoaki et al. (2021-01-06). “The impact of bronchial artery embolisation on the quality of life of patients with haemoptysis: a prospective observational study” (英語). European Radiology. doi:10.1007/s00330-020-07533-x. ISSN 0938-7994.
17. 1 2  Ishikawa, Hideo; Ohbe, Hiroyuki; Omachi, Naoki; Morita, Kojiro; Yasunaga, Hideo (2021-01-19). “Spinal Cord Infarction after Bronchial Artery Embolization for Hemoptysis: A Nationwide Observational Study in Japan” (英語). Radiology:  202500. doi:10.1148/radiol.2021202500. ISSN 0033-8419.
18. ↑  Burghuber, Otto Chris; Koessler, Wolfgang; Koller, Hubert; Kreuzer, Alois; Valipour, Arschang (2005-06-01). “Bronchoscopy-Guided Topical Hemostatic Tamponade Therapy for the Management of Life-Threatening Hemoptysis” (English). CHEST 127 (6):  2113–2118. doi:10.1378/chest.127.6.2113. ISSN 0012-3692.